# Edmundo Ros
Edmundo Ros, nato Edmundo William Ros, (Port of Spain, 7 dicembre 1910 – Alicante, 21 ottobre 2011), è stato un cantante, arrangiatore e direttore d'orchestra trinidadiano naturalizzato britannico che svolse tutta la sua carriera in Gran Bretagna. Diresse un'orchestra latino-americana che fu molto popolare e svolse una intensa attività nella registrazione di dischi.

## Biografia
Nato a Port of Spain, a Trinidad da madre venezuelana discendente di indigena caribe  e da padre mulatto di origine scozzese, Edmundo era il maggiore di quattro figli: le sorelle, Ruby ed Eleonora seguite dal fratellastro Hugo, figlio illegittimo. I suoi genitori si separarono dopo la nascita di Hugo, per via del fatto che la moglie mal accettò il tradimento del marito, e dopo alcuni passi falsi Edmundo venne iscritto ad una accademia militare. Li si interessò alla musica e imparò a suonare il bombardino. Nel periodo 1927-1937 la sua famiglia visse a Caracas, in Venezuela. Egli venne inserito nella Banda dell'Accademia Militare del Venezuela e nello stesso tempo entrò nell'organico della Venezuela Symphony Orchestra come suonatore di timpani. Successivamente ricevette una borsa di studio da parte del governo, e nel periodo 1937-1942 studiò armonia, composizione e orchestrazione presso la Royal Academy of Music di Londra. Allo stesso tempo, era cantante e percussionista nella band di Don Marino Barreto presso l'Embassy Club e registrò numerosi pezzi assieme a Fats Waller che era in visita a Londra nel 1938.
All'età di 90 anni, nel 2000 New Year's Honours List, Ros è stato nominato Cavaliere dell'Ordine dell'Impero Britannico. Ha compiuto 100 anni nel dicembre 2010.
Ros è cittadino onorario della città di Londra e massone, membro della Loggia Sprig of Acacia n. 41, di Jávea, Spagna.
Si è sposato due volte: la prima volta con Britt Johansen nel 1950 e la seconda con Susan nel 1971. Dal primo matrimonio ebbe due figli, Douglas e Louisa.

## Orchestra

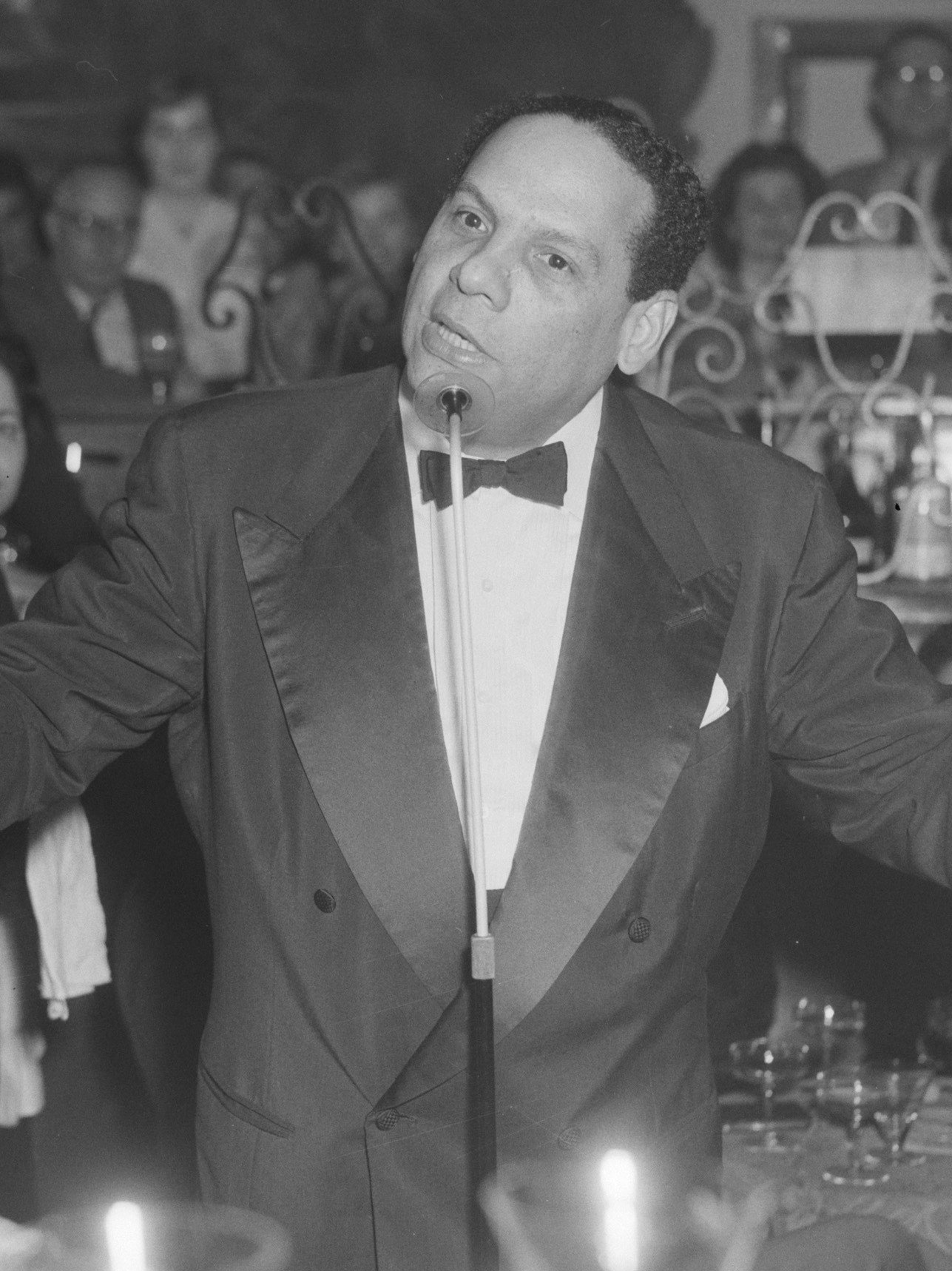
Edmundo Ros (1957)

Nell'agosto 1940 costituì la sua rumba band, Edmundo Ros and his Rumba band. Nel 1941 realizzò le sue prime incisioni, con la Parlophone, ed il primo pezzo fu Los Hijos de Buda. Il gruppo si esibiva regolarmente al Coconut Grove club in Regent Street, attirando membri dell'alta società. L'orchestra di Ros suonava sempre nei night-club e nei ristoranti di Londra. Il primo locale fu il Club Cosmo in Wardour Street seguito poi dal St. Regis Hotel a Cork Street, dal Coconut Grove e dal ristorante Bagatelle. Al Bagatelle, una visita della principessa Elisabetta e del suo seguito determinò il suo successo. La futura regina fece il suo primo ballo pubblico con la musica di Edmundo. Negli anni successivi, con la sua orchestra, venne spesso invitato a suonare a Buckingham Palace.
Nel 1946 divenne proprietario di un club, una scuola di danza, una casa discografica e una agenzia di artisti. La sua band aumentò il suo organico a 16 musicisti ed assunse il nome di Edmundo Ros e la sua Orchestra. La sua registrazione di The Wedding Samba vendette tre milioni di 78 giri nel 1949. Il suo album Rhythms of The South (1958) fu uno dei primi dischi di alta qualità stereo ed il LP vendette un milione di copie. Incise con la Decca Records nel periodo 1944-1974 realizzando complessivamente più di 800 registrazioni.
Nel 1951 acquistò il Coconut Grove di Regent Street, ribattezzato nel 1964 Edmundo Ros Dinner and Supper Club. Il club divenne popolare per la sua atmosfera e la musica, ma chiuse nel 1965, quando il gioco d'azzardo legalizzato praticato nei casinò aveva allontanato molti dei suoi migliori clienti.
Nel corso degli anni 1950 e 1960 l'orchestra di Ros apparve spesso sulla radio della BBC, continuando nei primi anni 1970 su Radio Two Ballroom.
Nel 1975, durante il suo settimo tour in Giappone, la band tentò di usurpare l'autorità di Ros prendendo accordi con i locali alle sue spalle. Al ritorno nel Regno Unito, Ros organizzò una cena celebrativa dopo una sessione di registrazione alla BBC e annunciò lo scioglimento dell'orchestra. Distrusse inoltre ogni accordo in essere dichiarando definitivamente conclusa l'esistenza dell'orchestra. Ros aveva soltanto 64 anni e senza dubbio avrebbe continuato per anni, come fecero Victor Silvester e Joe Loss, che continuarono a lavorare con le loro orchestre da ballo praticamente sino alla fine della loro vita.
Ros si mise in pensione e si trasferì a Jávea nei pressi di Alicante in Spagna. L'8 gennaio 1994 ha dato il suo ultimo concerto pubblico.
È morto il 21 ottobre 2011 all'età di 101 anni.

## Discografia

### CD Harlequin
Questo insieme di otto CD include tutti i 78 giri registrati fino al 1950; il materiale di partenza era la raccolta di 78 giri di Christian af Rosenborg, le note erano di Pepe Luhtala e la rimasterizzazione di Charlie Crump. La serie non fu mai completata, ma la maggior parte del materiale venne poi reso disponibile su vinile o CD. Alcune delle serie Harlequin sono disponibili su etichetta Naxos Records. Anche se il titolo di questi CD descrive il suo gruppo come Rumba Band, nel periodo post-bellico la sua orchestra si espanse a 16 elementi ed era nota come Edmundo Ros e la sua Orchestra.
- Edmundo Ros and his Rumba Band 1939–1941, Harlequin CD 15. Comprende circa 8 minuti di intervista sui primi giorni della sua carriera.
- Tropical Magic: Edmundo Ros and his Rumba Band vol 2 1942–1944. Harlequin CD 50. Comprende ulteriori suoi ricordi autobiografici.
- Cuban Love Song: Edmundo Ros and his Rumba Band vol 3 1945. Harlequin CD 73.
- Chiquita Banana: Edmundo Ros and his Rumba Band vol 4 1946–1947. Harlequin CD 105.
- La Comparsa: Edmundo Ros and his Rumba Band vol 5 1948. Harlequin CD 129.
- Chocolate Whisky and Vanilla Gin: Edmundo Ros and his Rumba Band vol 6 1948–1949. Harlequin CD 147.
- Mambo Jambo: Edmundo Ros and his Rumba Band vols 7 & 8 1949–1950. Harlequin CD 164/165.

## LP 10"
La Decca pubblicò una prima serie di 33 giri LP da 10 pollici nei primi anni 1950, costituita da 78 giri pubblicati in precedenza. Le etichette erano Decca (Regno Unito e Commonwealth) e London (una controllata) negli Stati Uniti.
- Latin-American Rhythms, Edmundo Ros and his Rumba Band, Decca LF 1002. Latin Rhythms, Edmundo Ros and his Orchestra, London 155, is identical in content.
- Mambo with Ros. Decca LF 1038, and London LPB 341.
- Samba with Ros. Decca LF, and London LB 367.
- Latin-American Rhythms with Ros. Decca LP 1051, and London LPB 368.
- Ros presents Calypsos. Decca LF 1067, and London LB 367.
- Dance the Samba. Decca LF, and London LB 742.

## LP 12"
Vennero pubblicati su tre etichette, tutte di proprietà Decca: Decca nel Regno Unito e nel Commonwealth; London in USA, e Richmond, un'etichetta ristampata a prezzo ridotto negli Stati Uniti.
- Latin-American Novelties. London LL 1090.
- Ros Mambos. London LL 1092. Decca 1956
- Latin Melodies. London LL 1093.
- Ros Album of Sambas. London LL 1117. Richmond B 20032 has same content, but only 10 numbers where Decca/London has14.
- Ros Album of Calypsos. Decca LK 4102. 1956
- Ros Album of Baions. Decca LK 4111. One side of Baiaos, the other of boleros.
- Latin Carnival. Richmond B 20023.
- Rhythms Of The South (Decca 1958),
- Calypso Man (Decca 1958),
- Perfect For Dancing (Decca 1958),
- Ros On Broadway (Decca 1959),
- Hollywood Cha Cha Cha (Decca 1959),
- Bongos From The South (Decca 1961),
- Dance Again (Decca 1962),
- Sing And Dance With Edmundo Ros (Decca 1963),
- Ted Heath versus Ros (Decca Phase 4 1964),
- Heath versus Ros, Round Two (Decca Phase 4 1967),
- This Is My World (Decca 1972),
- Ros Remembers (Decca 1974),
- Edmundo Ros Today (Decca 1978),
- Show Boat/Porgy & Bess, LP
- Ros at the Opera
- Broadway goes Latin
- New Rhythms of The South
- Latin Boss...Señor Ros
- Arriba
- Latin Hits I Missed
- Hair Goes Latin
- Heading South of the Border
- The Latin King
- This is My World
- Caribbean Ros
- Sunshine and Olé!
- Give My Regards to Broadway
- That Latin Sound
- Latin Favourites (Gold Crown 1979),
- Latin Song And Dance Men (Pye 1980),
- Music For The Millions (Decca 1983),
- Strings Latino (Londra 1985),
- Latin Magic (Londra 1987),
- That Latin Sound (Pulse 1997)
- Doin' the Samba, CD
- Rhythms of the South/New Rhythms of the South, CD
- Good! Good! Good! CD
- Strings Latino/Latin Hits I Missed CD